# Meragisa limosa
Meragisa limosa är en fjärilsart som beskrevs av William Schaus 1892. Meragisa limosa ingår i släktet Meragisa och familjen tandspinnare. Inga underarter finns listade i Catalogue of Life.